# Leigh Taylor-Young
Leigh Taylor-Young (Washington D.C., 25 januari 1945) is een Amerikaans actrice.
Ze werd geboren als dochter van diplomaat Carl Taylor. Ze werd door haar moeder Paule en dier nieuwe echtgenoot Ronald Young opgevoed in Michigan. Nadat ze in 1962 haar schooldiploma kreeg, begon ze te studeren aan de Northwestern-universiteit. Ze behaalde nooit haar diploma, aangezien ze stopte om actrice te worden.
Taylor-Young kreeg haar eerste rol in het Broadway-stuk Three Bags Full, dat na vijf weken al werd stopgezet. Ze verhuisde vervolgens naar Los Angeles, waar ze een seizoen lang de rol van Rachel Welles speelde in de soapserie Peyton Place. Hier ontmoette ze Ryan O'Neal, met wie ze in 1967 trouwde. Samen kregen ze een kind, Patrick.
In 1968 was Taylor-Young tegenover Peter Sellers te zien in I Love You, Alice B. Toklas!. Vervolgens was ze tegenover Peyton Place-collega's O'Neal en Lee Grant te zien in The Big Bounce (1969) en tegenover Candice Bergen en Olivia de Havilland in The Adventurers (1970).
Na hoofdrollen in The Horsemen (1971) en The Gang That Couldn't Shoot Straight (1971), was ze in 1973 te zien als Shirl in Soylent Green. Dat is de rol waar ze tegenwoordig het best door herinnerd wordt. In hetzelfde jaar scheidde ze van O'Neal.
Na haar rol in Soylent Green, stopte Taylor-Young met acteren voor de opvoeding van haar zoon. In 1980 keerde ze terug met een rol in Can't Stop the Music. Ze was in de jaren 80 voornamelijk te zien in televisieseries. Zo had ze een vaste rol in The Devlin Connection, The Hamptons en Dallas.
In de jaren 90 kreeg ze na gastrollen in Picket Fences, JAG, Murder, She Wrote en 7th Heaven, een vaste rol in Aaron Spellings Sunset Beach. Dit werd gevolgd door een terugkerende rol in Beverly Hills, 90210.
Vanaf 2004 speelde Taylor-Young enkele seizoenen de rol van Katherine Barrett Crane in de Amerikaanse soap-serie Passions.
- Biblioteca Nacional de España: XX4767264
- Gemeinsame Normdatei: 159026067
- International Standard Name Identifier: 0000 0001 1842 4977
- Library of Congress Control Number: n91110353
- Nationale Bibliotheek van Israël: 987009541108405171
- Système universitaire de documentation: 079335624
- Virtual International Authority File: 169530558
- WorldCat: E39PBJkT9jbxFvg99Y4BP6qYT3